# Federazione Giovanile Socialista Italiana
La Federazione Giovanile Socialista Italiana (FGSI, nota anche come Movimento Giovanile Socialista dal 1988) è stata l'organizzazione dei giovani del Partito Socialista Italiano.

## Storia

### La fondazione
L'organizzazione giovanile dei socialisti venne fondata per la prima volta nel 1903, a Firenze, con il nome di Federazione Giovanile Socialista Italiana.
Il Socialismo, nei primi anni del '900, aveva intuito che esistono altre differenze oltre a quelle di classe; è quindi uno dei connotati del socialismo moderno l'invenzione di un movimento politico e giovanile assieme. I primi giovani socialisti erano soprattutto massimalisti e rivoluzionari, contrariamente alla leadership riformista del Partito Socialista Italiano. Il riformista Ivanoe Bonomi denigrava simpaticamente i giovani "rivoluzionari pallidi" che criticavano moralisticamente un po' tutto, tra cui anche la nascente passione popolare per lo sport.
Una delle più importanti battaglie politiche fu quella antimilitarista. Mentre l'Italia si avviava in molteplici avventure militari con un crescente sentimento nazionalistico, la gioventù socialista lottava per evitare il massacro delle giovani generazioni europee: il Segretario Nazionale dell'epoca, Amedeo Catanesi, morì in una trincea nel 1915 durante la prima guerra mondiale.
Per i dirigenti del PSI di quel periodo, la federazione giovanile era semplicemente una "scuola quadri", ma i giovani massimalisti lontani dalle posizioni partitiche che presero la guida della Federazione, preservarono una loro autonomia generazionale, anche se la loro fu una storia di minoranza rispetto al Partito. È singolare infatti che nella Federazione di Reggio Emilia, una delle città con la presenza socialista più forte, risultasse iscritto alla FGSI un solo studente: Camillo Berneri, che diventò famoso poi come militante anarchico, assassinato a Barcellona da agenti comunisti.
Nel 1921, la grande maggioranza degli attivisti della FGSI - attratta dal mito sovietico - lasciò il Partito socialista e andò a fondare il PCI. Ma un'organizzazione giovanile del PSI si ricostituirà subito dopo, per iniziativa dei giovani di Parma e di un altro futuro dirigente socialista: Fernando Santi.

### Gli anni del fascismo
Nel movimento operaio in Italia, come in Europa, si svilupparono esperienze di organizzazione dei giovani militanti (Falchi Rossi, Giovane Guardia) rivolte all'organizzazione "politicamente corretta" del tempo libero; con l'imbarbarimento della lotta politica che fu diretta conseguenza della violenza bellica e dei nuovi autoritarismi, socialisti e comunisti fecero a gara con nazionalisti e fascisti nell'organizzare veri e propri gruppi paramilitari di "autodifesa" con bande, uniformi, bandiere e poi anche armi.
L'allora FGSI, in quanto giovanile del Partito Socialista Italiano (PSI), fu sciolta durante il regime fascista e molti giovani attivisti socialisti furono vittime di violenza, di incarcerazione o costretti a fuggire. Ma mentre l’organizzazione era formalmente scomparsa in quegli anni, molti militanti si diedero alla lotta antifascista organizzata; come per esempio Fernando De Rosa, un giovane socialista di Torino caduto a Guadarrama, in Spagna, combattendo contro le forze fasciste di Franco. Il suo organo di stampa di quegli anni, erano alcuni fogli clandestini dal nome "Rivoluzione Socialista".
Durante la Resistenza la FGSI osservava criticamente la politica del Comitato di Liberazione Nazionale (CLN): il PSI avrebbe dovuto prendere le distanze basando la propria azione politica sull'autonomia, e non sulla subalternità alle direttive e strategie comuniste. Veniva contestata la totale "egemonia comunista". I giovani erano convinti che anche durante il periodo partigiano avrebbero dovuto affermare la propria identità, motivo per cui furono loro ad organizzare la "Brigata Matteotti" costituita da giovani socialisti romani, come alternativa alle "Brigate Garibaldi" di matrice comunista.

### La rifondazione e la Prima Repubblica

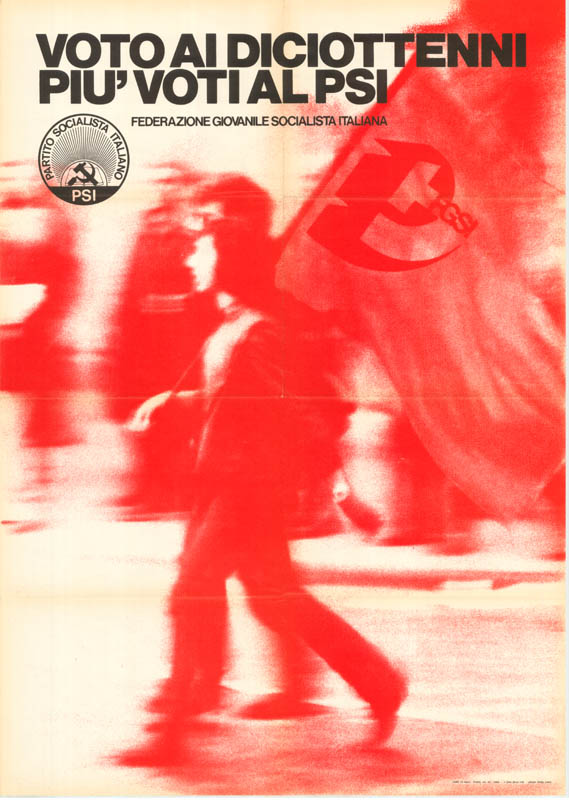
Manifesto della FGSI in favore del voto ai diciottenni

La FGSI fu rifondata nel 1944 da Eugenio Colorni, Giorgio Lauchard, Matteo Matteotti, Leo Solari e Mario Zagari. Negli anni del dopoguerra la FGSI si è unita alla IUSY (l’unione internazionale dei giovani socialisti). Più tardi si oppose contro il PSI e la sua alleanza con il Partito Comunista nel “fronte popolare”; cosa che portò ad attriti per la leadership del PSI, che portarono ad un’altra spaccatura: FGSI si unì alla corrente socialdemocratica che fondò il Partito Socialdemocratico Italiano, guidata dal futuro Presidente della Repubblica Italiana, Giuseppe Saragat. Pochi mesi più tardi però, le idee della FGSI collimarono con quelle di Saragat, favorevoli ad una collaborazione col governo democristiano.
Nel 1948 venne celebrato un congresso della FGSI per rilanciare le idee e le posizioni anti-governative. La nuova classe dirigente - formata da Rino Formica, Giorgio Ruffolo, Gaetano Arfè e Livio Maitan - si orientò progressivamente per una scissione dal PSLI (poi PSDI), che avvenne nel congresso di Napoli. Livio Maitan ed altri dirigenti socialisti, diedero vita alla costituzione italiana della IV Internazionale; gli altri tornarono nel PSI. Leo Solari ebbe a dire di quegli anni: 
Durante i lavori dell'ufficio nazionale giovanile che si svolse a Milano, i dirigenti Dario Valori, Luigi Passoni e Scarpelli passano al Partito, permettendo a una nuova generazione di socialisti di entrare nella segreteria oltre che nella commissione giovanile centrale: Cesare Bensi, Giancarlo Guarelli, Emo Egoli, Vincenzo Balzamo, Erasmo Boiardi e Giacomo Princigalli. Durante i lavori le indicazioni per la nuova politica e direzione dei giovani socialisti fu indicata da Rodolfo Morandi, ex segretario nazionale del PSI, il quale già nel 1950 al congresso nazionale della Federazione Giovanile Socialista Italiana, che si svolse a Modena, aveva influenzato le scelte dei giovani socialisti, tanto che lo storico Aldo Giannuli, ex militante socialista di sinistra, ha scritto che molti giovani dirigenti erano dei quadri morandiani, come Giacomo Princigalli. A confermare l'orientamento Morandiano e di sinistra dei giovani socialisti vi sono anche gli studi della Fondazione Turati.
Nel giugno 1955 i giovani socialisti organizzano convegni in tutta Italia per discutere del rapporto con i cattolici. I Convegni furono diretti da: Bettino Craxi a Como, Vincenzo Balzamo a Cagliari, Giacomo Princigalli a Lecce, Emo Egoli a Massa Carrara, ecc.
Nel 1964 la maggioranza della base degli iscritti e dei vertici dei giovani socialisti aderisce al PSIUP fondato da Vecchietti, Foa, Valori, Lussu e Basso. Tanto è vero che il 13 giugno del 1964 il comitato centrale della FGS approva praticamente all'unanimità l'adesione al PSIUP. Ma già il congresso nazionale giovanile di Reggio Emilia aveva votato a grande maggioranza l'adesione al nuovo partito.

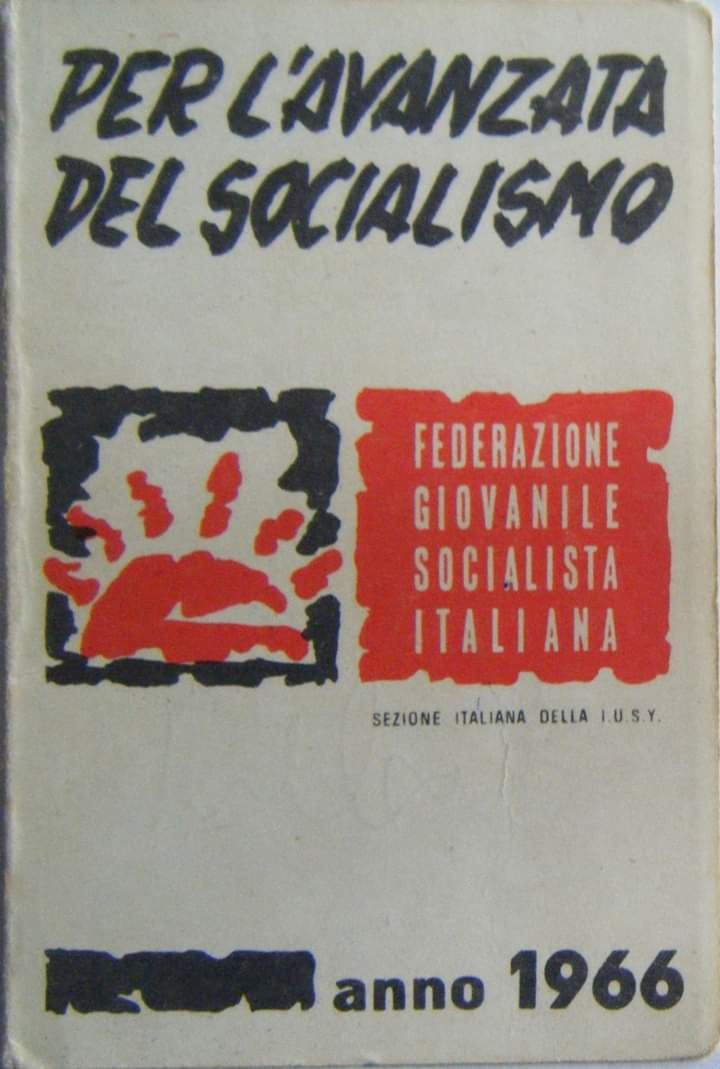
Tessera FGSI 1966

La gioventù socialista italiana degli anni ’60 fu colta di sorpresa, come tutto il sistema politico, dalle proteste del ’68. Ma negli anni Settanta la FGSI, più flessibile e dinamica rispetto alla conservatrice e ortodossa FGCI (Giovane Federazione Comunista) entrò in contatto con il movimento degli studenti, partecipando direttamente in alcune delle proteste più famose. La FGSI di quegli anni si collocò sulla linea dell'alternativa di sinistra al governo. Una scelta che fece adottare come simbolo della Federazione una falce e martello fortemente stilizzata. Sul piano della linea politica la FGSI si differenziava dalla FGCI sul tema delle libertà e dei diritti civili, con tematiche "libertarie" come la legalizzazione delle droghe leggere.

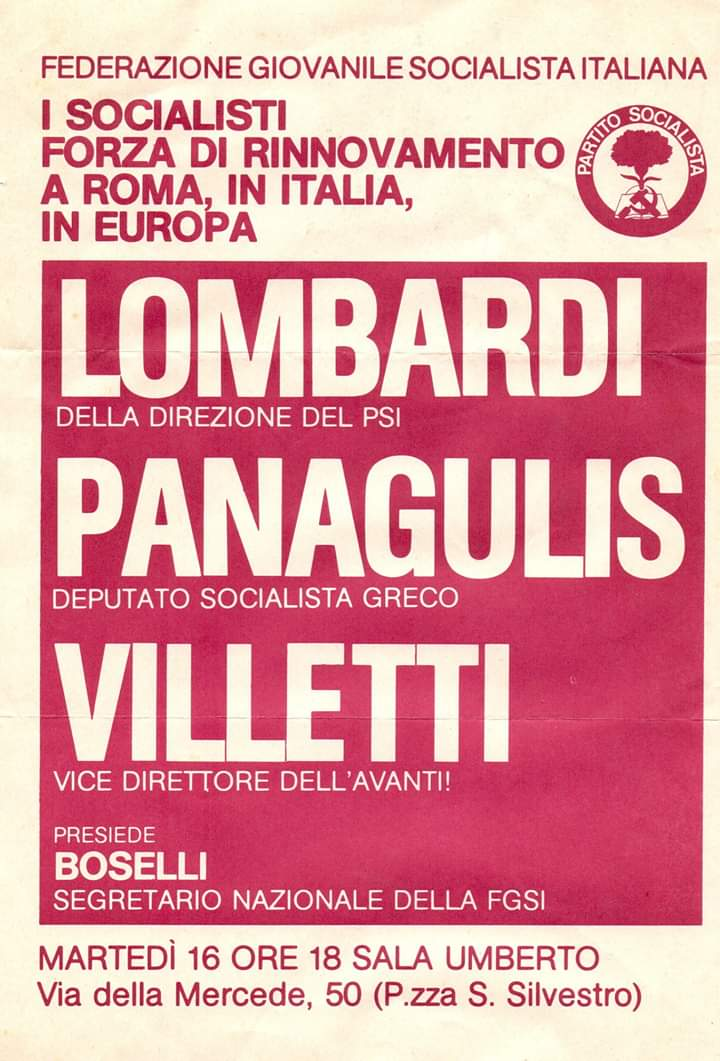
Convegno della FGSI: Lombardi - Panagulis - Boselli

Gli anni Ottanta furono l’epoca d’oro per il PSI con i 5 anni (1983-1987) del governo di Bettino Craxi, Segretario Nazionale del partito. I giovani entrarono entusiasticamente nell’agenda di Craxi, incentrata sulla modernizzazione del paese e su una grande alleanza tra meritocrazia e giustizia sociale. Ma in quegli anni la FGS subì una forte crisi: nel 1981, dopo le dimissioni dell'allora Segretario Nazionale Enrico Boselli, il partito commissariò federazione incaricando la gestione ordinaria e straordinaria ad un comitato. Furono anni di transizione fino a che Claudio Martelli decise di ristrutturare la FGS, che col Congresso di Ravenna del 1988 venne rinominata Movimento Giovanile Socialista. L'MGS fu tra i membri fondatori dell’ECOSY (oggi YES, ovvero i giovani socialisti europei) nei primi anni ’90.
La storia del Mgs tra il 1988 e il 1992 ruota attorno all'idea che il Psi aveva del “sorpasso a sinistra” e dell'”Unità Socialista”; dunque che il Partito avesse bisogno di un radicamento sociale diverso, e che i giovani socialisti, come anche le donne socialiste, i circoli culturali, le componenti sindacali e associative potessero essere queste nuove radici di un partito più grande e ambizioso.
Nel 1991 l’ex-Fgci, allora “Comitato promotore per la sinistra giovanile”, chiedeva l’adesione alla Iusy non più in una storica competizione con i colleghi socialisti, ma nell’ambito di un accordo politico tra le due organizzazioni giovanili che ebbe poi a livello italiano la ripercussione della creazione, sotto l’ombrello della CGIL, di “Tempi Moderni”, un’associazione giovanile del sindacato che aveva lo scopo dichiarato di “abituare” giovani quadri socialisti e diessini a convivere sotto lo stesso tetto: la prospettiva era quella della fine dello scontro a sinistra e l’unita’ riformista.
Con Tangentopoli, la situazione politica italiana - e dunque anche quella dei giovani socialisti - entra in un periodo di grande caos. Ottaviano Del Turco, segretario del PSI dal 1993 al 1994 (anno del suo scioglimento), diede l’incarico all’allora vicepresidente della Iusy e responsabile delle campagne di politica internazionale del Mgs, Luca Cefisi, di svolgere il ruolo di coordinatore nazionale in questa situazione d’emergenza: quadri e dirigenti, scioccati, abbandonavano infatti la militanza politica, oppure passavano, a seconda delle personali inclinazioni, a Forza Italia o ai Ds; altri invece abbandonarono la politica.
Nell'ottobre del 1994 sulle sue ceneri si è costituita la Federazione dei Giovani Socialisti, federata al Partito Socialista Italiano.

## Segretari nazionali
- Enrico Manca (1955-...)
- Claudio Signorile (...-1965)
- Roberto Cassola (1966-1970)
- Roberto Villetti (1970-1977)
- Andrea Parini (1977-1979)
- Enrico Boselli (1979-1982)
- Daniele Cantore (1982-1986)
- Franco Simone (1986-1988)
- Michele Svidercoschi (1988-1991)
- Luca Josi (1991-1993)